# Sekuritizace
Sekuritizace v oblasti financí je proces, v rámci něhož věřitel, jako např. banka, přeměňuje vydané úvěry (např. hypotéky) na cenné papíry, které mohou být prodávány investorům. Investoři pak obdrží výnos generovaný úvěry, na nichž jsou tyto cenné papíry založeny. Ze souboru objemově menších a zpravidla i méně likvidních aktiv s podobnou charakteristikou produkujících známé nebo alespoň dostatečně přesně odhadnutelné cash flow je tak vytvořen dobře obchodovatelný investiční nástroj.
Sekuritizace umožňuje bance uvolnit určitou část svého kapitálu (která by jinak byla vázaná na krytí rizik úvěrů, které poskytla) pro další úvěrování ekonomiky.
Kromě toho přispívá k rozložení rizik v rámci celého finančního sektoru, protože banky převádějí některá z těchto rizik na jiné banky nebo další institucionální investory (jako např. pojišťovny). Možnost využití zdrojů financování, které jsou různorodější a méně závislé na bankovním sektoru, přispívá k celkové stabilitě a odolnosti finančního systému. Dopad, který by potenciální problémy v bankovním sektoru mohly mít na přístup k financování, by totiž byl méně citelný.
Na druhou stranu však sekuritizace může vést k rozšíření případné krize úvěrového trhu do celé ekonomiky, jak se ukázalo během americké hypoteční krize.